# Баия-Фарта (муниципалитет)
Баия-Фарта (порт. Baía Farta) — муниципалитет в Анголе, входит в состав провинции Бенгела. Площадь — 6744 км2. Население на 2006 год — 109 985 человек. Плотность населения — 16,3 человека/км2. Крупнейший город — Баия-Фарта с населением 14 101 человек.